# Бахтадзе, Валериан Артемьевич
Валериан Артемьевич Бахтадзе (1919 год, село Сенаки, Кутаисская губерния, Грузинская демократическая республика — неизвестно, Цхакаевский район, Грузинская ССР) — звеньевой колхоза имени Сталина Ахалсопельского сельсовета Цхакаевского района, Грузинская ССР. Герой Социалистического Труда (1948).

## Биография
Родился в 1919 году в крестьянской семье в селе Сенаки (с 1935 по 1976 год — Миха-Цхакая, с 1980 года — город). Окончил местную начальную школу. Трудился в личном сельском хозяйстве. В 1941 году был призван в Красную Армию по мобилизации. Участвовал в Великой Отечественной войне.
После демобилизации возвратился в родное село, где трудился звеньевым в колхозе имени Сталина Цхакаевского района.
В 1947 году звено под его руководством собрало в среднем с каждого гектара по 71,3 центнера кукурузы на участке площадью 4,3 гектара. Указом Президиума Верховного Совета СССР от 21 февраля 1948 года удостоен звания Героя Социалистического Труда за «получение высоких урожаев кукурузы и пшеницы в 1947 году» с вручением ордена Ленина и золотой медали «Серп и Молот» (№ 855).
Этим же Указом званием Героя Социалистического Труда были награждены труженики колхоза имени Сталина бригадир Илларион Петрович Ткебучава и звеньевой Силован Акакиевич Давитая.
В последующем трудился на предприятии лёгкой промышленности.
Проживал в Цхакавском районе. Дата его смерти не установлена (после 1985 года).
Награды
- Герой Социалистического Труда
- Орден Ленина
- Орден Отечественной войны 2 степени (11.03.1985)
- Медаль «За оборону Кавказа» (01.05.1944)